# Cervera de los Montes
Cervera de los Montes ist ein Ort und eine Gemeinde (Municipio) im Nordosten der Provinz Toledo in Spanien mit 495 Einwohnern (Stand: 2024). 

## Lage
Cervera de los Montes liegt etwa 78 Kilometer westnordwestlich von Toledo in einer Höhe von ca. 535 m. 
In Cervera de los Montes herrscht ein kontinentales Klima mit extremen Temperaturen und starken Amplituden. Die Niederschläge (555 mm/Jahr) sind sehr unregelmäßig und selten, meist im Herbst und Frühling konzentriert.

## Bevölkerungsentwicklung
| Jahr      | 1970 | 1981 | 1991 | 2001 | 2011 | 2021 |
| Einwohner | 634  | 501  | 441  | 386  | 448  | 504  |

## Sehenswertes
- Kirche Mariä Himmelfahrt (Iglesia de Nuestra Señora de la Asunción)
- Rochuskapelle
- Marienkapelle